# Dalgety (New South Wales)
Dalgety ist ein kleines Dorf im Südosten des australischen Bundesstaates New South Wales. Es liegt im Snowy River Shire am Ufer des Snowy River. Dalgety war einst als Standort der neuen Hauptstadt vorgesehen, bevor die Wahl dann auf Canberra fiel. Heute leben hier 252 Einwohner (Stand 2021).
Der Name des Dorfes war auch der Geburtsname der Ehefrau von J. R. Campbell, dem Geodäten, der die zukünftige Siedlung vermaß. Ab 1837 war die Gegend zunächst als Buckleys Crossing bekannt, nachdem sich 1848 ein Mr. Barnes hier niedergelassen hatte, auch als Barnes Crossing. Der heutige Name des Dorfes wurde 1880 im Amtsblatt veröffentlicht.
Dalgety war einst eine wichtige Flussquerung, über die ab den 1840er Jahren Rinderherden von Gippsland zu den Alpweiden in den Snowy Mountains getrieben wurden. Es war auch ein Treffpunkt für die Aborigines des Südostens, die sich hier versammelten, um in den Bergen Bogong-Falter zu jagen.
1904 empfahl Charles Scrivener Dalgety als Hauptstadtstandort. Das australische Parlament in Melbourne stimmte dem zu. Doch die Regierung von New South Wales wehrte sich gegen diesen Beschluss und drohte, den Australischen Bund zu verlassen, da Dalgety zu nahe bei Melbourne lag. Daraufhin wurden neue Standorte rund um Canberra geprüft.